# Aloysia arcuifolia
Aloysia arcuifolia là một loài thực vật có hoa trong họ Cỏ roi ngựa. Loài này được G.L.Nesom mô tả khoa học đầu tiên năm 1991.